# Chute d'Ézaro
La chute d'Ézaro est une chute d'eau côtière de la commune de Dumbría, dans la Province de La Corogne en Galice, Espagne. 
La chute est constituée par le déversement du fleuve côtier Xallas (ou Jallas en espagnol).

## Galerie

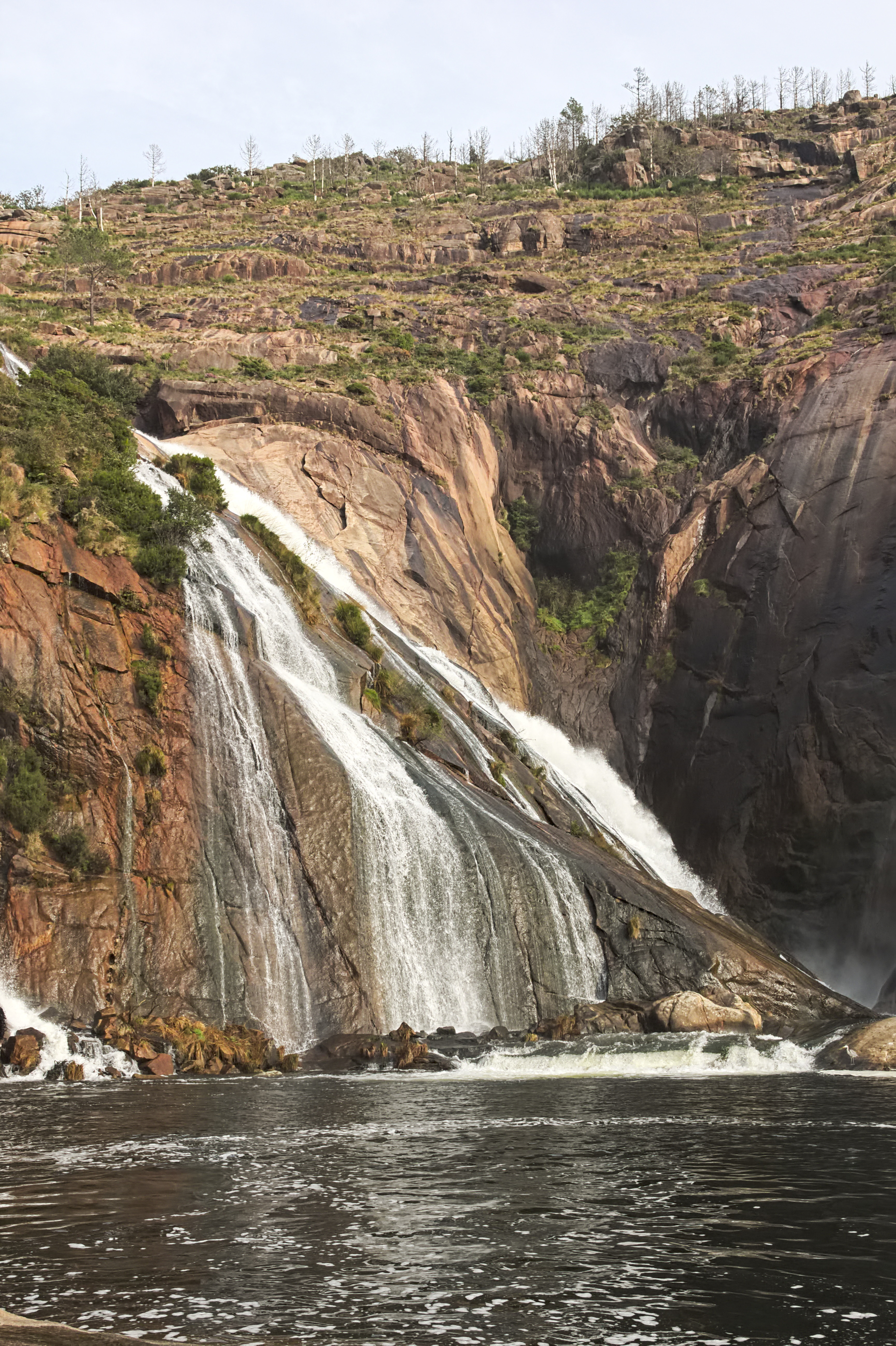
Chutes en 2016
Bassin du fleuve Jallas (río Jallas ou río Xallas en galicien)

## Pages externes
- Position de la chute d'Ézaro sur Qwant Maps